# Joliet Correctional Center

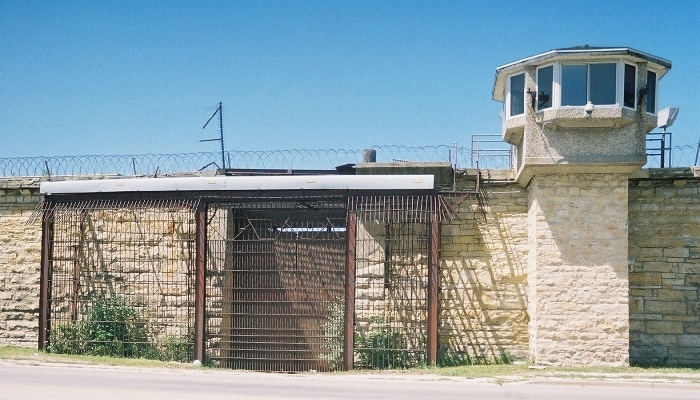
Ost-Tor des Gefängnisses

Das Joliet Correctional Center (auch als Joliet Prison bekannt) ist ein Gefängnis in Joliet, Illinois. Es war von 1858 bis 2002 in Betrieb. Später war es Schauplatz der ersten und zweiten Staffel der US-Fernsehserie Prison Break.

## Geschichte

Joliet Gefängnis, südliche Mauer (Blickrichtung nach Norden)

Das Gefängnis wurde direkt vor der Stadtgrenze mit Hilfe von Häftlingen errichtet und kostete insgesamt 75.000 US-Dollar. Es konnte maximal 761 Insassen aufnehmen. Direkt neben dem Gefängnis gab es ein Kalksteinvorkommen, aus dem die Steine für das Gebäude gewonnen wurden. 1858 wurde die Besserungsanstalt in Betrieb genommen. Sie ersetzte das Alton-Gefängnis, welches von 1833 bis 1860 genutzt wurde. Konstruiert wurden die Kalksteingebäude von William W. Boyington, der auch den Chicago Water Tower, das Hegeler Carus Mansion und das Illinois State Capitol in Springfield entwarf. Zur damaligen Zeit war es das größte Gefängnis der Vereinigten Staaten und wurde Vorbild für weitere Gefängnis-Neubauten. Die ersten 33 Gefangenen trafen im Mai 1858 ein. 
Im Amerikanischen Bürgerkrieg waren gleichzeitig Kriegsgefangene und verurteilte Verbrecher inhaftiert. 1865 wurde der erste Vollzugsbeamte getötet, sein Name war Joseph Clark. 1872 stieg die Zahl der Inhaftierten auf 1239 und war damals die höchste Anzahl an Gefangenen in einem einzelnen Gefängnis.
1896 wurde noch ein Frauengefängnis zur Anlage hinzugefügt, dieses wurde jedoch 1932 wieder geschlossen. Die Modernisierung des Gefängnisses kam nur langsam voran. Bis 1910 waren weder Toiletten noch fließend Wasser vorhanden. Das 1917 bis 1925 errichtete Stateville Correctional Center sollte das Joliet ablösen, doch dazu kam es nicht. Beide Vollzugsanstalten wurden weiterhin betrieben.
Die Anzahl der Gefangenen stieg 1990 auf den Höchststand von 1300. Im Jahr 2000 waren es noch 1156 bei einem Personalstand von 541 Personen.
Budgetkürzungen und der marode Zustand der Gebäude führten im Februar 2002 zur Schließung des Joliet Correctional Centers. Alle Insassen und ein Großteil des Personals wurden in den neugebauten Teil des Hochsicherheitsgefängnisses Stateville Correctional Center in Crest Hill übernommen. Das Joliet diente noch bis 21. Februar 2011 als Übergangs-Gefängnis für neue Verurteilte.

## Hinrichtungen
Über Jahre hinweg wurde im Joliet ein Großteil der Hinrichtungen in Illinois durchgeführt, der meistverwendete elektrische Stuhl von Illinois befand sich hier. Außerdem fand die erste Hinrichtung durch elektrischen Strom in Illinois im Joliet statt.

## Bekannte Inhaftierte
- George Moran (1893–1957); Mobster der North Side Gang in Chicago, Moran war von 1918 bis 1921 inhaftiert und versuchte mit Hilfe von Komplizen und Dynamit aus dem Gefängnis zu entkommen.
- Ottilie Klimek (1877–1936); war eine Serienmörderin in Chicago.
- Nathan Leopold Junior (1904–1971) und Richard Loeb (1905–1936); 1924 ermordeten beide den 14-jährigen Bobby Franks. Ihre Tat war deshalb bemerkenswert, weil sie hauptsächlich durch den Ehrgeiz der Studenten motiviert war, das perfekte Verbrechen zu begehen. Auch spielte das Verbrechen eine Rolle in der US-amerikanischen Diskussion um die Todesstrafe.
- John Wayne Gacy (1942–1994); war ein amerikanischer Serienmörder, der für die Vergewaltigung und Tötung von 33 Jungen und jungen Männern zwischen 1972 und 1978 verurteilt wurde.

## Drehort für Film und Fernsehen
Das Joliet Prison war Drehort für:
- 1980: Blues Brothers (The Blues Brothers)[3]
- 1988: Red Heat
- 2005: Entgleist (Derailed)
- 2005–2006: Prison Break (Fernsehserie)
- 2006: Ab in den Knast (Let’s Go to Prison)
- 2017: Mindhunter (Fernsehserie, Folge 1x09 Erschreckendes Interview)